# ギプティス (小惑星)
ギプティス (444 Gyptis) は主小惑星帯に位置する大型の小惑星。1899年3月31日、ジェローム・E・コッジャがマルセイユで発見した。
紀元前7世紀頃にマッサリア（現在のマルセイユ）を築いたプロティスの妻で、先住民の王女だったギプティス（またはジプティス）から名づけられた。